# It Takes a Lot to Laugh, It Takes a Train to Cry
It Takes a Lot to Laugh, It Takes a Train to Cry – piosenka skomponowana przez Boba Dylana, nagrana przez niego w lipcu i wydana na albumie Highway 61 Revisited w sierpniu 1965 r.

## Historia i charakter utworu
„It Takes a Lot to Laugh, It Takes a Train to Cry” wykorzystuje jeden z archetypicznych tematów bluesów – „kolej żelazną” czyli pociąg. Był on zawsze uważany za symbol męskości, męskiej mocy. Dylan – sam drobnej postury, co szczególnie dobrze jest widoczne w filmie Pat Garrett i Billy Kid – wychowywał się na „kowbojskim” serialu telewizyjnym „Gunsmoke”, którego bohaterem był Matt Dillon, od którego zaczerpnął w 1958 r. swój sceniczny pseudonim (bez żadnego związku z poetą walijskim Dylanem Thomasem, o którym nic nie wiedział). W 1963 r. podczas Newport Folk Festival Dylan tak chciał wszystkim imponować swoją męskością, że paradował z olbrzymim biczyskiem, z którego strzelał na lewo i prawo.
Jednak ten szybki blues został wzbogacony; Dylan zderzył tu męskość z emocjonalnością, a ściślej – z emocjonalnością poety podatną na zranienie. Dlatego utwór ten wyraża uczucia frustracji i samotności poprzez serię luźno powiązanych obrazów związanych ze związkami między kobietą a mężczyzną. Dylan aluzyjnie nawiązał tu także do śmierci Chrystusa „na szczycie wzgórza”.
Dylan właściwie nigdy nie wytłumaczył tytułu piosenki (ale też nikt go o to oficjalnie nigdy nie zapytał). Źródeł utworu można doszukać się w bluesach miejskich, które powstawały w latach 40. XX w. w takich miastach Środkowego Zachodu USA jak Kansas City i St. Louis. Pewne sformułowania poetyckie mają związek z „Poor Me” Charleya Pattona (nagranym 1 lutego 1934 w Nowym Jorku), „Milk Cow Blues” Kokomo Arnolda (nagranym 10 września 1934 w Chicago) oraz z tradycyjną piosenką „Rocks and Gravel”.
Piosenka ulegała twórczej ewolucji; początkowym (bo jeszcze z 15 czerwca) tytułem był „Phantom Engineer” i „Phantom Engineer Number Cloudy” jednak szybko została przemianowana na „It Takes a Lot to Laugh”. Al Kooper wspomina, że próbowali wielkiej ilości wariantów utworu. Dokonano kilkunastu nagrań piosenki, wiele z nich jest bardzo szybkich, dużo szybszych od wersji, która została ostatecznie wybrana z nagrań dokonanych 29 lipca.
Chociaż kompozycja ta wykonywana była w każdej dekadzie kariery Dylana, to stosunkowo rzadko. Była jednym z trzech utworów wybranych przez Dylana do wstrząśnięcia publiczności folkowej poprzez wykonanie jej na elektrycznych instrumentach na Newport Folk Festival w 1965 r.
Mocno bluesową wersją przedstawił Dylan publiczności podczas festiwalu Woodstock II w 1994 r.
Pod koniec 2003 r. dodał do utworu długie wirtuozerskie solo na harmonijce ustnej.

## Sesje i koncerty Dylana, na których wykonywał ten utwór

### 1965
- 16 czerwca 1965 – sesja nagraniowa do albumu w Columbia studio A w Nowym Jorku. Powstało ok. 10 wersji utworu. Prawdopodobnie 10 wersja została umieszczona na albumie The Bootleg Series 1-3
- 27 lipca 1965 – występ na Newport Folk Festival. Był to trzeci i ostatni utwór wykonany w wersji zelektryfikowanej. (Zobacz „Maggie's Farm”)
- 29 lipca 1965 – sesja nagraniowa do albumu w Columbia studio A w Nowym Jorku. Powstało 7 wersji utworu. Na acetacie (pierwotnej wersji albumu) piosenka ta znalazła się na pozycji 6.

### 1971
- 1 sierpnia 1971 – koncerty dla Bangladesz w Madison Square Garden w Nowym Jorku – wieczorny i nocny. Utwór ten został umieszczony zarówno na albumie The Concert for Bangladesh jak i na DVD Concert for Bangladesh (2005)

### 1974
Tournée po Ameryce 1974 (z grupą The Band)
- 9 stycznia 1974 – koncert w „Maple Leaf Gardens” w Toronto w prow. Ontario w Kanadzie. Było to pierwsze tournée Boba Dylana od czerwca 1966 r.

### 1975
Rolling Thunder Revue I część
- 15 listopada 1975 – nocny koncert (15) w „Convention Center” w Niagara Falls w stanie Nowy Jork
- 17 listopada 1975 – koncerty w „War Memorial Coliseum” w Rochester w stanie Nowy Jork; koncerty wieczorny i nocny
- 19 listopada 1975 – koncert w „Memorial Auditorium” w Worcester w stanie Massachusetts
- 20 listopada 1975 – koncert w „Harvard Square Theater” w Cambridge w stanie Massachusetts
- 21 listopada 1975 – nocny koncert w „Boston Music Hall” w Bostonie w stanie Massachusetts. To wykonanie piosenki zostało umieszczone na albumie The Bootleg Series Vol. 5: Bob Dylan Live 1975, The Rolling Thunder Revue
- 25 listopada 1975 – koncert w „Civic Center” w Auguście w stanie Maine
- 1 grudnia 1975 – koncert w „Maple Leaf Gardens” w Toronto w Kanadzie
- 8 grudnia 1975 – koncert Night of the Hurricane w „Madison Square Garden” w Nowym Jorku

### 1976
Rolling Thunder Revue II część
- 20 kwietnia 1976 – koncert w „Bayfront Civic Center” w St. Petersburgu na Florydzie
- 19 maja 1976 – koncert w „Henry Levitt Arena” w Wichicie w stanie Kansas

### 1978
Światowe tournée 1978. Liczyło 114 koncertów pom. 20 lutego a 16 grudnia 1978
- 6 października 1978 – koncert (65) w „The Spectrum” w Filadelfii w stanie Pensylwania

### 1984
Europejskie tournée 1984
- 30 czerwca 1984 – koncert na „Stade Marcel Saupin” w Nantes we Francji

### 1988
Nigdy nie kończące się tournée. Rozpoczęło się ono 7 czerwca 1988
- 10 czerwca 1988 – koncert w „Greek Theatre” na Uniwersytecie Kalifornijskim w Berkeley w Kalifornii
- 13 września 1988 – koncert w „Civic Arena” w Pittsburgu w stanie Pensylwania

### 1989
- 15 czerwca 1989 – koncert w „Palacio de los Deportes” w Madrycie w Hiszpanii

od czasu do czasu Dylan wykonywał utwór w latach 90. XX wieku i później

## Dyskografia i wideografia
Dyski
- Real Live (1984)
- Biograph (1985)
- MTV Unplugged (1995)
- The Bootleg Series Vol. 5: Bob Dylan Live 1975, The Rolling Thunder Revue (2002)
- The Bootleg Series Vol. 7: No Direction Home: The Soundtrack (2005)

## Wersje innych artystów
- Michael Bloomfield, Al Kooper, Stephen Stills – Supersession (1968)
- Phluph – Phluph (1968)
- Blue Cheer – New! Improved! (1969)
- Martha Velez – Friends and Angels (1969)
- Jim Kweskin – American Aviator (1969)
- American Avatar – Love Comes Rolling Down (1969)
- Leon Russell – Leon Russell and the Shelter People (1971)
- Stoneground – Family Album(1972)
- Dinger Bell – Southern Country Folk (1972)
- Clean Living – Clean Living (11972)
- Jerry Garcia and Melr Saunders – Live at the Keystone {1973)
- The Earl Scruggs Revue –  The Earl Scruggs Revue (1973); Family Portait (1976)
- Tracy Nelson – Trasy Nelson (1974)
- L.A. Jets – L.A, Jest (1976)
- Chris Gartner – The First (1976)
- Bad News Reunion – Two Steps Forward (1981); Last Orders Please (1996
- Chris Farlowe – 14 Things to Think About (1982)
- Marianne Faithfull – Rich Kid Blues (1985)
- The Heart of Gold Band – Double Dose (1989)
- Steve Keene – Keene on Dylan (1990)
- Aquablue – Carousel of Dreams (1997)
- David Garfield – Tribute to Jeff Porcaro {1997)
- Phoebe Sbow – I Can’t Complain (1998)
- Steve Gibbons – The Dylan Project (1998)
- Richard Hunter – The Second Act of Free Being (1998)
- Kingfish – Sundown on the Forest (1999)
- Taj Mahal na albumie różnych wykonawców Tangled Up in Blues: The Songs of Bob Dylan
- Little Feat – Chinese Work Songs (2000)
- Andy Hill – It Takes a Lot to Laugh (2000)
- Grateful Dead – Postcards of the Hanging: Grateful Dead Perform the Songs of Bob Dylan (2002)